# Pitcairnia microcalyx
Pitcairnia microcalyx är en gräsväxtart som beskrevs av John Gilbert Baker. Pitcairnia microcalyx ingår i släktet Pitcairnia och familjen Bromeliaceae.

## Underarter
Arten delas in i följande underarter:
- P. m. elliptica
- P. m. microcalyx
- P. m. schlimii